# R.E.M.
Az R.E.M. egy amerikai rockegyüttes volt.
Az alapító tagok:
- Michael Stipe – ének
- Bill Berry – dob
- Peter Buck – gitár
- Mike Mills – basszusgitár

## Története
1980-ban Athensban (Georgia) alakult a zenekar. Michael Stipe művészeti iskolába járt, és a punkzenéért rajongott. Peter Buck igazi fanatikus hanglemezgyűjtő (több mint 10 000 darabos gyűjteménye van), minden érdekli: klasszikus zene, punk, free jazz stb. Hasonló ízlésük hozta őket össze, egy közös baráton keresztül pedig megismerték Berryt és Millst. Amatőr körülmények között, garázsban kezdtek el játszani, eleinte feldolgozásokat, Twisted Kites néven - valójában ez egy téves információ, amint ezt a banda maga cáfolta 2015-ben egy Facebook bejegyzésben. Az R.E.M. név (a Rapid Eye Movement, az alvás egyik fázisának tudományos rövidítése) állítólag a szótár véletlenszerű felcsapásával keletkezett.
Első kislemezük, a Radio Free Europe 1981-ben jelent meg mindössze ezer példányban, de a kezdő együttes bekerült a Village Voice év végi összesítésébe is. Az 1982-es kislemezüket, a Chronic Townt a következő évben követte az első nagylemez, amelyet a Rolling Stone című, rocklap az év lemezévé választott. A következő évek lemezei már az eladási listákon a 40-edik hely környékére kapaszkodtak, így az együttes a college rock egyik legfontosabb képviselőjévé lépett elő. 
1988-ban jelent meg a Green, az első lemezük, amelyet már egy "komoly" kiadó adott ki. Bár Amerikában szokás szerint ez is szép sikereket ért el, hazánkban a Shiny Happy People című sláger ismertette meg az emberekkel az együttes nevét. A tőlük szokatlan, könnyed, vidám dal az 1991-es Out of Time-ról származott, akárcsak a Losing My Religion. A szomorú és szépséges Everybody Hurts már a lassabb, akusztikusabb hangvételű 1992-es Automatic for the People-ön hallható, de még tizenkét év után is viszonylag gyakran látható a klipje bármelyik zenetévén. Az R.E.M. legnagyobb korszakát az előzőnél rockosabb, harapósabb lemez, a Monster zárta le (1994).
Azóta kiadtak hat albumot (ötöt már Bill Berry kilépése után, aki a Monster turnéján agyvérzést kapott, és kilépett a zenekarból); voltak nagy slágereik, rendre milliós eladásokat produkáltak. A 2008-as Accelerate a Rolling Stone magazin szerint trió-korszakuk legerősebb lemeze.
Pályafutásuk első koncertalbuma 2007-ben jelent meg, melyen egy dublini koncert felvétele látható. A dupla CD mellé egy DVD került a dobozba, melyen ugyanaz a zenei anyag hallható ugyan, a látvány azonban lehetővé teszi, hogy megérezzünk valamit a koncert hangulatából is. 2009-ben újabb koncertlemezt jelentettek meg "Live at The Olympia" címmel.
2011. szeptember 21-én hivatalos honlapján (http://remhq.com) az R.E.M. bejelentette feloszlását. Utolsó albumukat Collapse into Now címmel dobták piacra.

## Diszkográfia
1. Chronic Town (1982)
2. Murmur (1983)
3. Reckoning (1984)
4. Fables of the Reconstruction (1985)
5. Lifes Rich Pageant (1986)
6. Dead Letter Office (1987)
7. Document (1987)
8. Green (1989)
9. Out of Time (1991)
10. Automatic for the People (1992)
11. Monster (1994)
12. New Adventures in Hi-Fi (1996)
13. Up (1998)
14. Reveal (2001)
15. Around the Sun (2004)
16. Live (2007)
17. Accelerate (2008)
18. Collapse Into Now (2011)

## Válogatások
- Eponymous (1988)
- The Best of R.E.M. (1991)
- In Time – The Best of R.E.M. 1988-2003 (2CD) (2003)
- Part Lies, Part Heart, Part Truth, Part Garbage 1980-2011 (2CD) (2011)

## Külső hivatkozások
- A hivatalos R.E.M. oldal
- R.E.M. hírek, multimédia és a legnagyobb R.E.M.-fórum Archiválva 2005. január 27-i dátummal a Wayback Machine-ben
- R.E.M. rajongók oldala Archiválva 2005. január 31-i dátummal a Wayback Machine-ben
- A legfrissebb R.E.M. hírek a Music.hu-n
- R.E.M. hírek Archiválva 2020. február 18-i dátummal a Wayback Machine-ben
- The R.E.M. Collector's Guide Archiválva 2001. október 19-i dátummal a Wayback Machine-ben
- R.E.M. Rock
- A második legnagyobb R.E.M.-fórum Archiválva 2019. július 6-i dátummal a Wayback Machine-ben
- (angolul) www.rem-fan.com[halott link]